# Белый Яр (Амурская область)
Бе́лый Яр — село в Завитинском районе Амурской области России. Административный центр и единственный населённый пункт Белояровского сельсовета.

## География
Село Белый Яр стоит на левом берегу реки Завитая.
Дорога к селу Белый Яр идёт на запад от села Камышенка. Расстояние до Камышенки — 14 км, до районного центра города Завитинска — 24 км.

## История
Село основано в 1890 году. Название получило от крутого обрыва белого цвета на противоположном берегу реки Завитая.

## Население
| 2002 | 2010 | 2012 | 2013 | 2014 | 2015 | 2016 |
| ---- | ---- | ---- | ---- | ---- | ---- | ---- |
| 425  | ↘240 | ↘222 | ↘208 | ↘189 | ↘180 | ↘174 |
| 2017 | 2018 |      |      |      |      |      |
| ↘171 | ↘165 |      |      |      |      |      |

## Улицы
| - ул. Агронома, - ул. Бурхановская, - ул. Зелёная, - ул. Лесная, - пер. Молодёжный, | - ул. Новая, - пер. Речной, - ул. Строительная, - ул. Центральная, - ул. Школьная. |

## Экономика
Сельскохозяйственные предприятия Завитинского района.